# 问诊
问诊是通过询问病人或陪诊者，了解疾病发生、发展、治疗经过、现在症状、即往史等有关情况的一种方法，是四诊的重要组成部分。问诊时首先应该抓住主诉，根据中医基本理论，从整体出发，按辨证要求，围绕主诉，有目的地一步一步地深入询问，以收集病情资料。问诊内容非常广泛，主要包括问寒热、汗、疼痛、饮食口味、睡眠、大小便、经带以及小儿痘诊等。